# L'Estrada (Sant Joan les Fonts)
L'Estrada és una masia de Sant Joan les Fonts (Garrotxa) inclosa a l'Inventari del Patrimoni Arquitectònic de Catalunya.

## Descripció
És un casal de planta rectangular i teulat a dues aigües amb les vessants vers les façanes laterals. Disposa de baixos, pis i golfes. Va ser bastit amb pedra volcànica i pedra poc escairada llevant de les cantoneres. Cal destacar la façana de migdia, amb arcada central de punt rodó que dona accés a la cabana i una porta a cada costat que menen una a les corts i l'altre al primer pis; en aquest les finestres són rectangulars emmarcades per carreus poc treballats; dos grans badius s'obren a les golfes centrats per dues finestretes.

## Història
Mas ubicat al costat de l'antiga via romana, molt utilitzada durant el món medieval, que unia les valls del Fluvià i passant pel Caspsacosta amb les terres del Ripollès. Aquest mas era enfiteuta del priorat de Santa Maria de Besalú. Un Pere Estrada figura com a singular de la universitat de Sant Joan les Fonts l'any 1389. El mas va passar a la família Rivora de Sant Joan les Fonts, la qual el va posseir fins al 18 de gener de 1585, moment en què Pere Rovira el va vendre a Jaon Cols d'Olot anant-se ell a viure a Montagut.